# Idioma hunzib
Hunzib es una lengua caucásica nororiental del grupo tsez hablada por los hunzibs en el sur de Daguestán, cerca de la frontera entre rusa y Georgia

## Clasificación
Hunzib pertenece al grupo tsez de las lenguas caucásicas nororientales. Está más estrechamente relacionado con el bezhta y el khwarshi, según las últimas investigaciones. Otras lenguas tsez incluyen el tsez y el hinduq. Khwarshi estaba anteriormente agrupado con Tsez y Hinuq en lugar de con Hunzib.

## Distribución geográfica
El hunzib no es un idioma oficial y rara vez se escribe. Se habla en los distritos de Tsunta y Kizilyurt de Daguestán y en dos pueblos al otro lado de la frontera rusa en Georgia.

## Fonológia

### Vocales
Las vocales en Hunzib pueden ser cortas, largas o nasalizadas.
|         | Anteriores | Centrales | Posteriores |
| ------- | ---------- | --------- | ----------- |
| Cerrada | i          | ɨ         | u           |
| Media   | e          | ə         | o           |
| Abierta |            | a         | ɑ           |

### Consonantes
Hunzib tiene 35 consonantes. Tres consonantes, /x/, /ħ/ y /ʕ/, solo se encuentran en préstamos.
|                     |                     | Bilabiales | Alveolares | Alveolares | Palatales | Velares | Uvulares | Faríngea | Glotal |
| central             | laterales           | Bilabiales |            |            | Palatales | Velares | Uvulares | Faríngea | Glotal |
| ------------------- | ------------------- | ---------- | ---------- | ---------- | --------- | ------- | -------- | -------- | ------ |
| Nasales             | Nasales             | m          | n          |            |           |         |          |          |        |
| Oclusivas           | Sordas              | p          | t          |            |           | k       | q        |          | ʔ      |
| Oclusivas           | Sonoras             | b          | d          |            |           | ɡ       |          |          |        |
| Oclusivas           | Eyectivas           | pʼ         | tʼ         |            |           | kʼ      | qʼ       |          |        |
| Africadas           | Sordas              |            | t͡s         | t͡ɬ         | t͡ʃ        |         |          |          |        |
| Africadas           | Eyectivas           |            | t͡sʼ        | t͡ɬʼ        | t͡ʃʼ       |         |          |          |        |
| Fricativas          | Sordas              |            | s          | ɬ          | ʃ         | x       | χ        | ħ        | h      |
| Fricativas          | Sonoras             |            | z          |            | ʒ         |         | ʁ        | ʕ        |        |
| Vibrantes múltiples | Vibrantes múltiples |            | r          |            |           |         |          |          |        |
| Aproximantes        | Aproximantes        |            |            | l          | j         | w       |          |          |        |